# Ballhaus Watzke

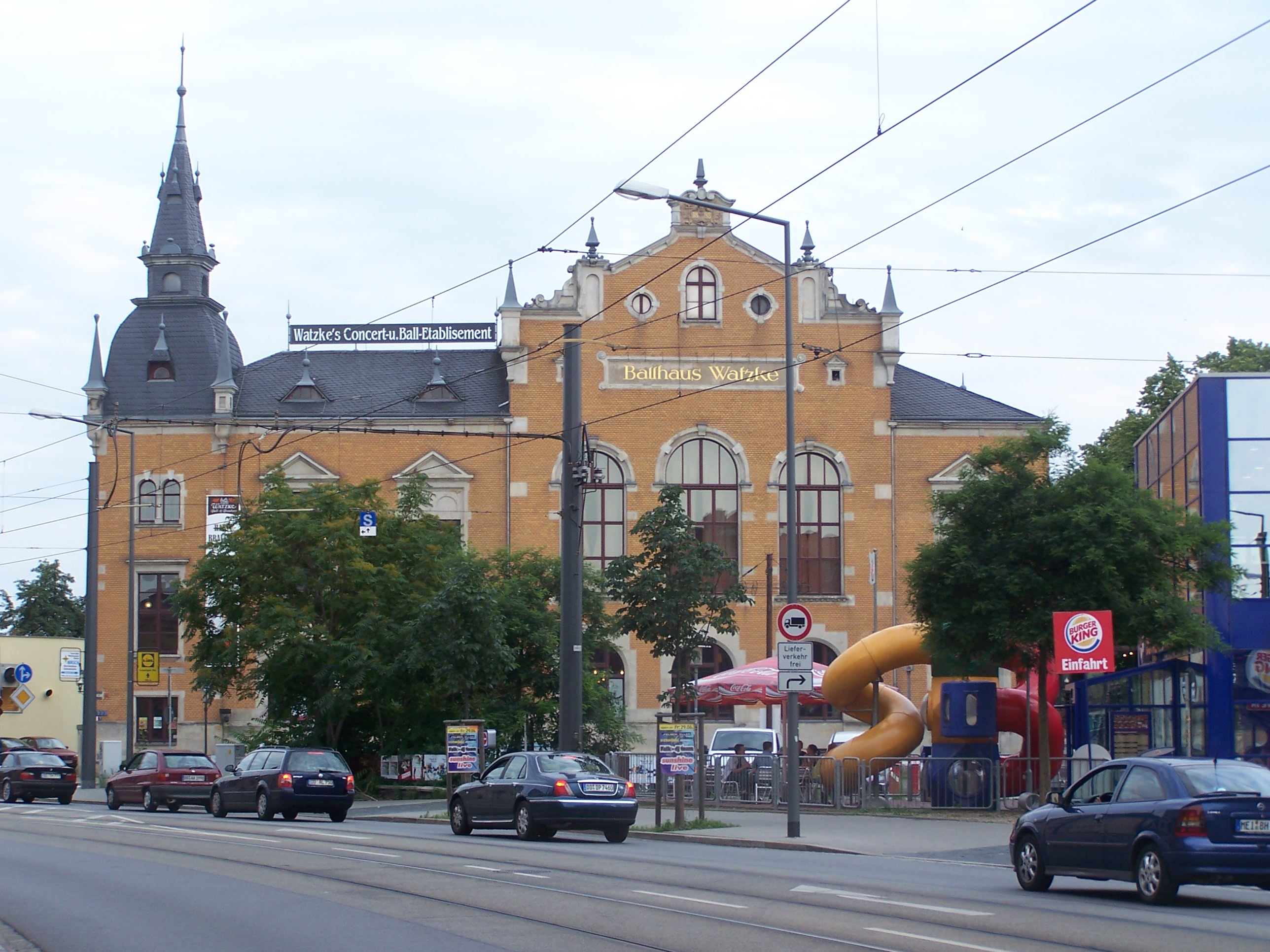
Das Ballhaus Watzke, von der Leipziger Straße aus gesehen

Das Ballhaus Watzke (Eigenbezeichnung: Ball- & Brauhaus Watzke) in Dresden an der Ecke Leipziger Straße und Kötzschenbroder Straße im Stadtteil Mickten (Stadtbezirk Pieschen) ist ein Ende des 19. Jahrhunderts errichtetes Restaurant mit einem Ballsaal im Obergeschoss und einer (seit den 1990er Jahren) hauseigenen Brauerei. Das Gebäude steht unter Denkmalschutz.

## Geschichte

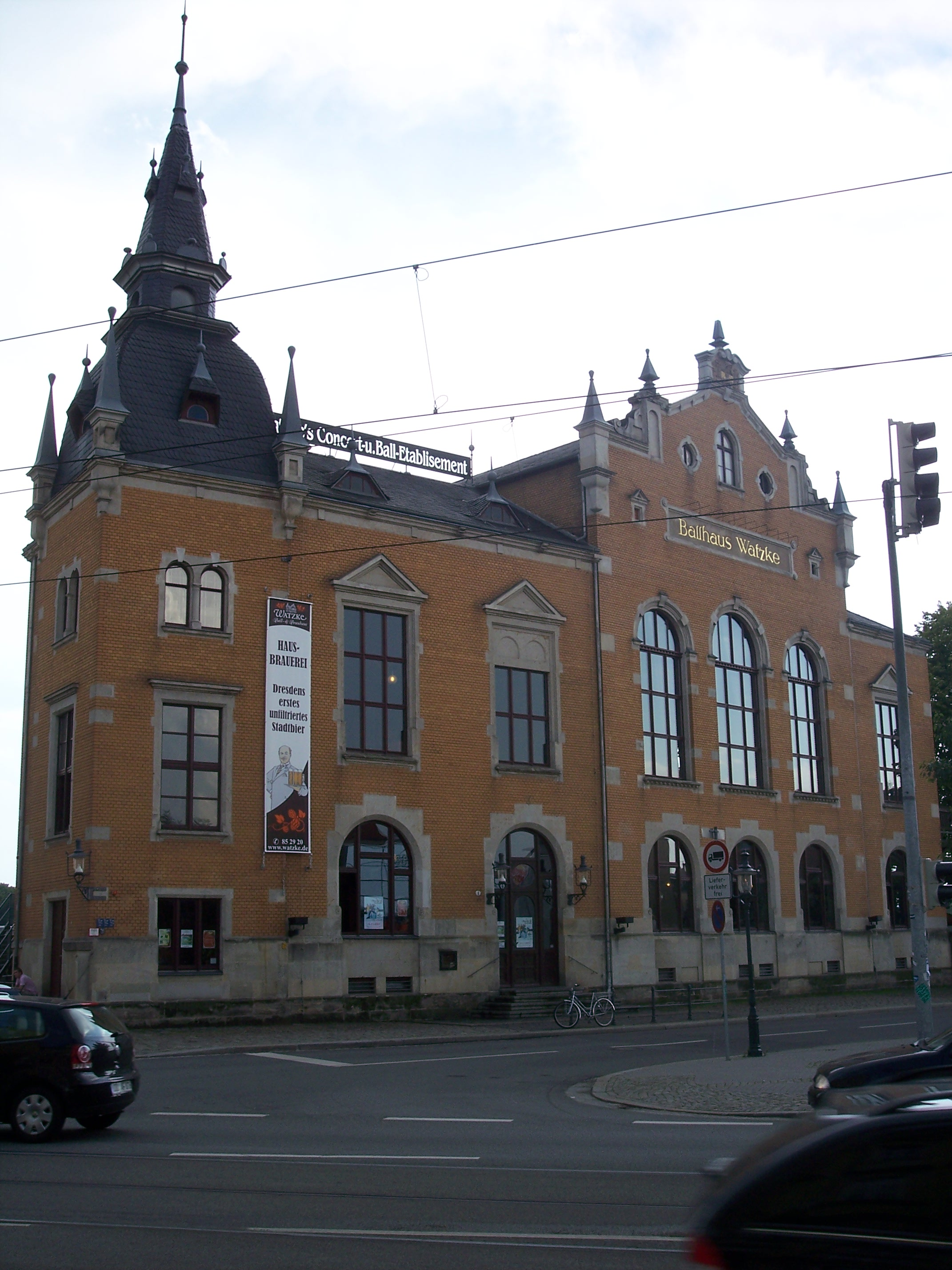
Ballhaus Watzke, von der Leipziger Straße aus gesehen

Um 1790 entstand im (Fischer-)Dorf Pieschen bei Dresden als erstes Gebäude außerhalb des Dorfkerns eine Bauernschänke, die 1804 aufgestockt und vergrößert wurde. In diesem Haus betrieb der Häusler Gottlob Dietzen eine Branntwein-Brennerei. Dietzen erhielt aber keine Schankgenehmigung und verschuldete sich so, dass sein Haus für 855 Taler versteigert werden musste. Käufer war der Brauer Gottlob Wilhelm Hübner. Dieser erhielt 1814 die Schankerlaubnis für „Branntwein, Dresdner Stadtbier und Wein“ und richtete eine Gastwirtschaft ein.
Am 27. Juli 1838 erwarb der Branntweinbrenner Karl Joseph Watzke die Schankwirtschaft einschließlich der Schank-Konzession. Er gab ihr den Namen Watzke's Garten-Restaurant mit Elbterrasse. Das Restaurant blieb im Familienbesitz und wurde mehrfach erweitert. Die Bevölkerungszahl im (nun) Arbeiterwohnviertel Pieschen war in den letzten Jahren des 19. Jahrhunderts stark gestiegen. Mit der Eingemeindung nach Dresden 1897, wurde die alte Wirtschaft abgerissen, um den steigenden Besucherzahlen gerecht zu werden. Gustav Paul Watzke – Enkel des ersten Watzke-Wirts – errichtete nahe zum damaligen Ortskern Altpieschen gelegen auf Micktener Flur sein Ballhaus mit Biergarten, dem Restaurant im Parterre und mit großem Ballsaal im Obergeschoss. Die Adresse Meißner Straße 1 wurde dabei zu Mickten Kötzschenbroder Straße 1. Das Haus im Neo-Empire-Stil erhielt den Namen Watzke’s Concert- und Balletablissement. Architekt war Benno Hübel, die Deckenmalerei im Saal stammt von Emil Schulz. Errichtet hat das Gebäude die Firma des Micktener Baumeisters Gustav Richard Martin (1863–1935) in fünf Monaten. Am 2. Oktober 1898 wurde es „schlüsselfertig“ übergeben. Mit 770 Plätzen verfügte das Haus über einen der größten der 70 Festsäle der Stadt Dresden. Nachdem Paul Watzke 1914 zum Militär eingezogen worden war, wurde das Haus zeitweise als Soldatenunterkunft genutzt.

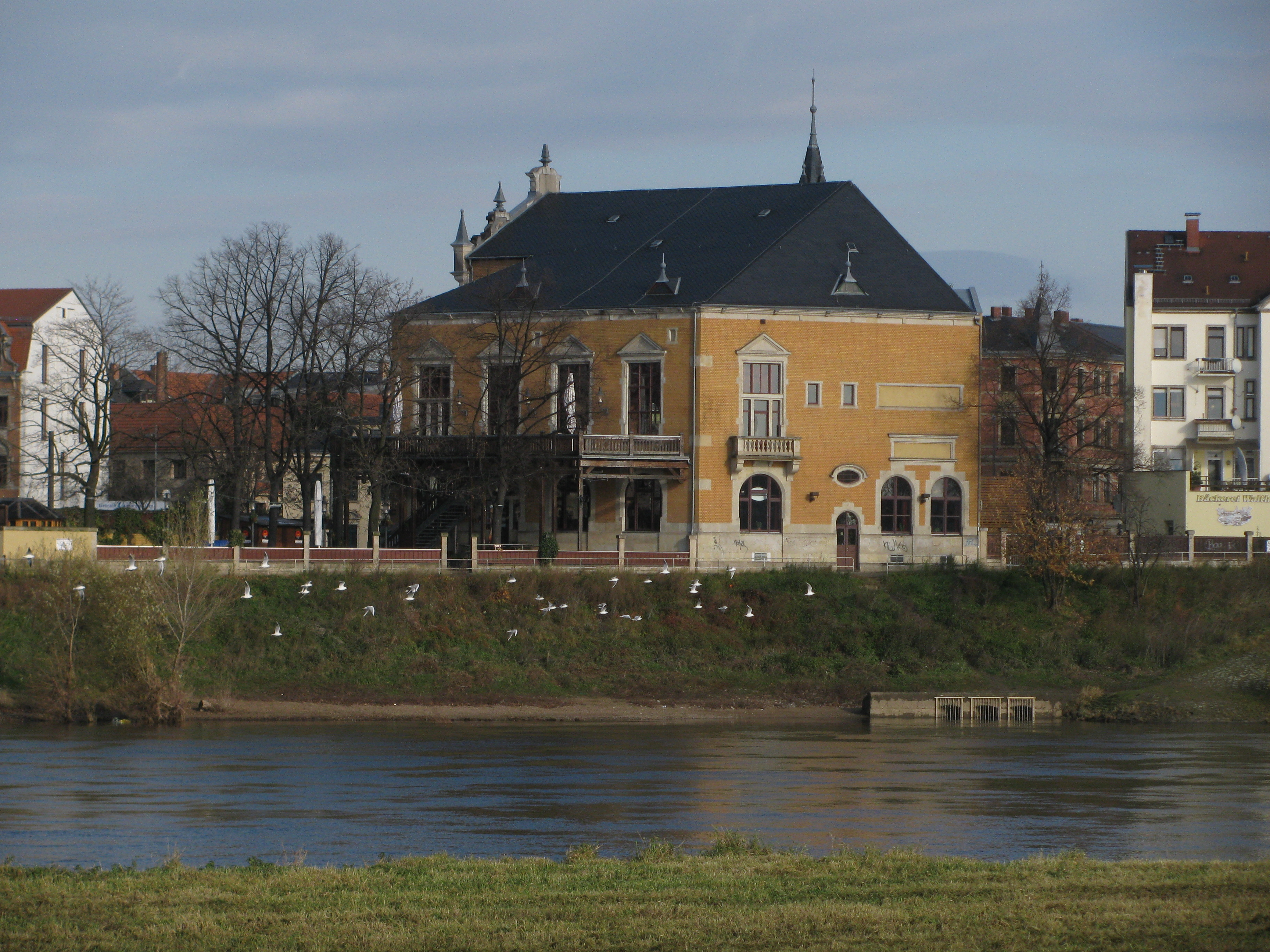
Rückseite über die Elbe hinweg, links: Biergarten

Nach dem Tod von Paul Watzke im Jahr 1937 übernahm seine Witwe Alma Watzke den Betrieb der Wirtschaft. Mit Kriegsausbruch 1939 wurde der Wirtschaftsbetrieb eingestellt und die Räume wurden wieder Militärunterkunft. Da der Bereich am Pieschener Winkel zum großen Teilen von Kriegszerstörungen verschont geblieben war, zog es schon im Sommer 1945 zahlreiche Dresdner in die von Alma Watzke wieder eröffnete Gaststätte Watzke. Im Ballsaal im Obergeschoss wurde als Zerstreuung für die Bevölkerung des zerstörten Dresdens ein tägliches Varieté-Programm geboten. Bereits fünf Jahre später musste die Gaststätte schließen, da sie dem Wettbewerb mit staatlich subventionierten HO-Gaststätten nicht standhalten konnte. Der Begriff Watzke blieb synonym für den Pieschener Winkel, beispielsweise für die damalige Fähre von Watzke zum Schlachthof. Seit den 1950er Jahren bis zur Wende wurde das Haus als Lager der HO-Sportartikel (GHG) genutzt. Noch bis 1995 bestand mit der Elbfähre eine Verbindung zum gegenüberliegenden Ostragehege. Für die Gegend am Pieschener Hafen hatte sich der Name „bei Watzke“ nach der vormaligen Gaststätte erhalten.
Nach einer denkmalgerechten Sanierung in den Jahren 1993 bis 1996 wurde das Ballhaus Watzke durch Rudi Vogel aus Karlsruhe wiedereröffnet. Bestandteile der Einrichtung sind verschiedene Gasträume, eine Hausbrauerei im Erdgeschoss und der Ballsaal im Obergeschoss. Bei der Jahrhundertflut in Sachsen im August 2002 wurde das Ballhaus beschädigt und musste vorübergehend schließen, konnte aber nach sechs Monaten wieder öffnen. Zum Gasthaus gehört an der westlichen Grundstücksecke ein Biergarten nahe zum Elbufer (Pieschener Winkel), von dem man einen Blick auf die Dresdner Altstadt hat. Auf dem dreieckigen Grundstück Kötzschenbroder Straße 1 (zwischen Leipziger Straße und dem Uferweg) steht das historische Restaurant-Gebäude. Das an der Straße gegenüberliegende Watzke-Grundstück 2/4 wird als Parkplatz genutzt.

## Brauhaus

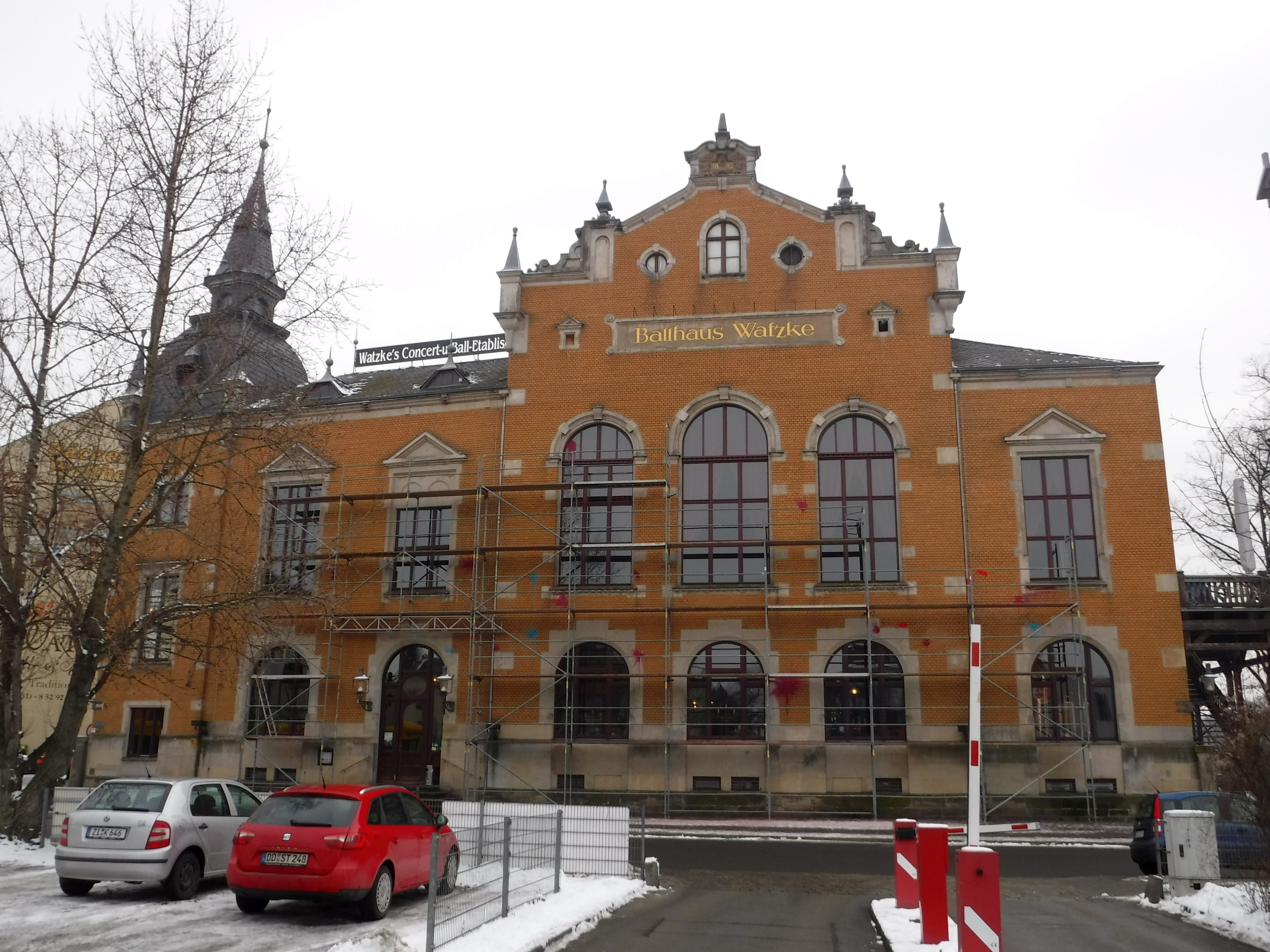
Das Ballhaus nach einem Farbbeutelanschlag nach der Höcke-Rede

Neben dem Stammhaus in Mickten betreibt die Hausbräu im Ballhaus Watzke GmbH noch einen Brauereiausschank auf der Hauptstraße in Dresdens Innerer Neustadt und seit April 2012 auf dem Dr.-Külz-Ring in der Altstadt. Direkt daneben befindet sich die Watzke Wurstküche.
Mit seiner Eigenwerbung als „Dresdens schönstes Ball- und Brauhaus“ konkurriert das Ballhaus Watzke mit dem ebenfalls in Elbnähe befindlichen Brauhaus am Waldschlösschen in der Radeberger Vorstadt, das für sich als „Dresdens schönstes Brauhaus“ wirbt.
Am 17. Januar 2017 hielt der AfD-Politiker Björn Höcke im Ballhaus Watzke eine Rede, die bundesweit für Aufsehen sorgte. Die Kritik richtete sich auch gegen das Ballhaus, das seine „mangelnde Vorabprüfung zutiefst“ bedauerte. Bereits zuvor waren Räumlichkeiten rechtskonservativen Gruppen zur Verfügung gestellt worden.
Seit Anfang 2023 ist Nicole Rothländer Geschäftsführerin der vier Watzke-Standorte. Zu diesem Zeitpunkt waren 140 Mitarbeiter angestellt.